# Trugdoldiges Habichtskraut
Das Trugdoldige Habichtskraut (Pilosella cymosa) ist eine Pflanzenart aus der Gattung Pilosella innerhalb der Familie der Korbblütler (Asteraceae). Sie ist in Europa weitverbreitet.

## Beschreibung

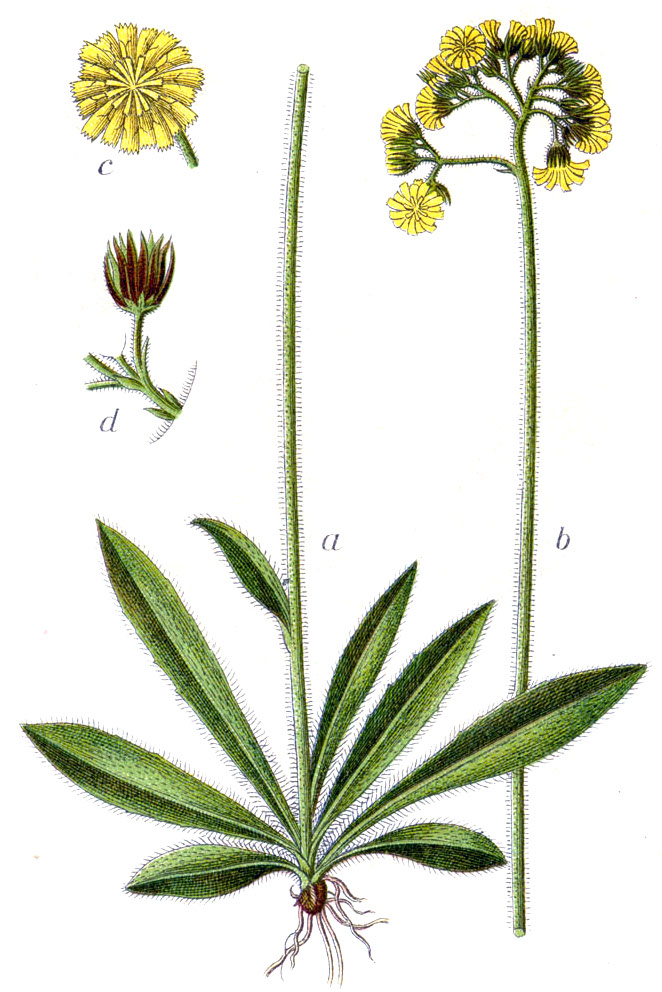
Illustration

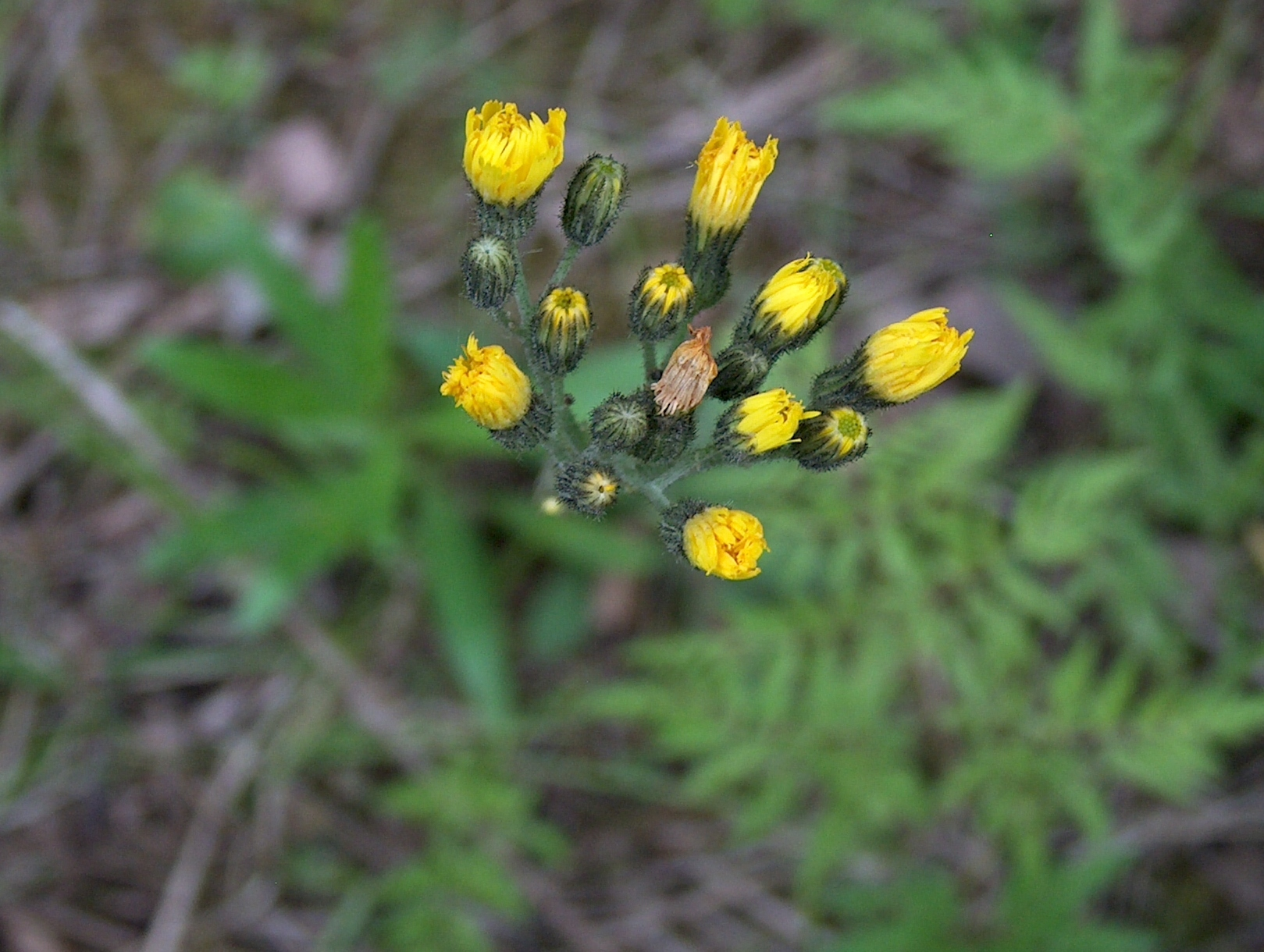
Gesamtblütenstand mit Blütenkörbchen mit Drüsenhaaren.

### Erscheinungsbild und Blatt
Das Trugdoldige Habichtskraut wächst als überwinternd grüne, ausdauernde krautige Pflanze, die Wuchshöhen von meist 30 bis 80, selten bis zu 100 Zentimeter erreicht. Ausläufer fehlen. Der Stängel ist markig und mit bis zu nur 2 mm langen Haaren (Trichomen) bedeckt.
Die Laubblätter stehen fast alle in einer grundständigen Rosette zusammen; es kommen wenige Blätter wechselständig am Stängel verteilt vor. Die gras- bis hellgrünen, einfachen Grundblätter sind verkehrt-eiförmig bis lanzettlich. Die Grundblätter sind beiderseits meist reichlich flaumig mit kurzen (0,5 mm) Sternhaaren und einfachen, langen (5 mm), borstigen, hellen Haaren bedeckt und sind beiderseits flockig. Es sind meist ein bis vier, selten bis zu acht einfache Stängelblätter vorhanden.

### Blütenstand und Blüte
Die Blütezeit liegt am Ende des Vollfrühlings reicht in Mitteleuropa von Mai bis Juli, im Gebirge bis August. Der doldige, selten doldenrispige, anfangs häufig knäuelige, dichte Gesamtblütenstand besitzt 5 bis 20 Verzweigungen und enthält meist 20 bis 50 (10 bis 100) körbchenförmige Teilblütenstände. Die Hüllblätter sind kahl bis reichlich oder sogar „pelzig“ weich und zerstreut bis reichlich mit Drüsen- und einfachen Haaren mit Sternhaaren bedeckt. Die Blütenkörbchen enthalten nur Zungenblüten. Die Zungenblüten sind hell- bis sattgelb. Der zweiästige Griffel ist gelb.

### Chromosomenzahl
Die Chromosomenzahl beträgt 2n = 18, 27, 36, 45, 54, 63 und vielleicht auch 68.

## Ökologie
Das Trugdoldige Habichtskraut ist ein Hemikryptophyt.
Es erfolgt Insektenbestäubung, Selbstbestäubung und Samenbildung ohne Bestäubung. Es findet Windausbreitung, Klettausbreitung sowie Ameisenausbreitung statt.

## Vorkommen und Gefährdung
Das geschlossene Verbreitungsgebiet des Trugdoldigen Habichtskrauts reicht vom französischen Zentralmassiv durch Mitteleuropa (unter Ausschluss der Norddeutschen Tiefebene) nordöstlich bis zum Ural. Östlich des Urals existieren nur noch wenige inselartige Teilareale. In Nordeuropa reicht es kaum über den Polarkreis hinaus (in Island fehlt es). Die Südgrenze des Areals erstreckt sich von Sardinien über Italien und Nordgriechenland bis in die nordwestliche Türkei. In der übrigen Türkei konnten bisher nur Einzelfunde registriert werden. Die Unterarten besitzen eine geringfügig unterschiedliche Verbreitung (siehe dort).
Das Trugdoldige Habichtskraut braucht kalkreiche, mäßig trockene, humose, steinig-lockere, Lehmböden, es geht aber auch auf Löss.
Es besiedelt Halbtrockenrasen, Raine und Trockengebüsche in klimabegünstigten Gegenden. Es gedeiht in Gesellschaften der Verbände Mesobromion und Geranion sanguinei.
In Mitteleuropa tritt es selten auf in Weinbaugebieten vom nördlichen Oberrhein bis zum  Mittelrhein, der Mosel, im Lahntal, am Main und Neckar, auf der Schwäbischen Alb, im südlichen Bayerischen Wald und in den Zentral- und Südalpen; östlich davon findet man nur individuenarme Bestände.
In der Schweiz ist das Trugdoldige Habichtskraut in allen Gebieten gefährdet: im Jura stark gefährdet (EN) und im westlichen Jura sogar vom Aussterben bedroht (CR), im Mittelland stark gefährdet (EN) und im westlichen Mittelland sogar vom Aussterben bedroht (CR), an der westlichen Alpennordflanke stark gefährdet (EN) und an der östlichen Alpennordflanke sogar regional ausgestorben (RE), in den westlichen Zentralalpen potenziell gefährdet (NT), in den östlichen Zentralalpen verletzlich (VU), an der Alpensüdflanke vom Aussterben bedroht (CR) und im Tessin vom Aussterben bedroht (CR).

## Systematik
Die Erstveröffentlichung erfolgte 1763 unter dem Namen (Basionym) Hieracium cymosum durch Carl von Linné in Species Plantarum, 2. Auflage, Band, S. 1126. Die Neukombination zu Pilosella cymosa (L.) F.W.Schultz & Sch.Bip. wurde 1862 durch Friedrich Wilhelm Schultz und Carl Heinrich Schultz in Flora, Band 45, S. 429 veröffentlicht.
Weitere Synonyme für Pilosella cymosa (L.) F.W.Schultz & Sch.Bip. sind: Hieracium arctogenum (Norrl.) Norrl., Hieracium collinum Gochnat, Hieracium ensiferum Norrl., Hieracium erraticum Norrl., Hieracium eusciadium (Nägeli & Peter) Dahlst., Hieracium granitophilum (Norrl.) Norrl., Hieracium holmense (Nägeli & Peter) Dahlst., Hieracium lamprochaetoides Norrl., Hieracium leptadenium (Dahlst.) Dahlst., Hieracium litoreum Norrl. nom. illeg., Hieracium mollisetum (Nägeli & Peter) Prain, Hieracium pycnochaetum Brenner, Hieracium scotodes Norrl., Hieracium semilitoreum Norrl., Hieracium signiferum (Norrl.) Üksip, Hieracium syrjaenorum (Zahn) Üksip, Hieracium tabergense (Dahlst.) Prain, Hieracium tenacicaule Norrl., Hieracium trichocymosum (Zahn) Üksip, Pilosella arctogena Norrl., Pilosella collina (Gochnat) Soják, Pilosella ensifera (Norrl.) Schljakov, Pilosella erratica (Norrl.) Schljakov, Pilosella eusciadia (Nägeli & Peter) Schljakov, Pilosella granitophila (Norrl.) Schljakov, Pilosella holmensis (Nägeli & Peter) Schljakov, Pilosella leptadenia (Dahlst.) Schljakov, Pilosella molliseta (Nägeli & Peter) Schljakov, Pilosella scotodes (Norrl.) Schljakov, Pilosella semilitorea (Norrl.) Schljakov, Pilosella signifera (Norrl.) Schljakov, Pilosella syrjaenorum (Zahn) Schljakov, Pilosella tabergensis (Dahlst.) Schljakov, Pilosella tenacicaulis (Norrl.) Schljakov, Pilosella trichocymosa (Zahn) Schljakov.
Es gibt drei Unterarten von Pilosella cymosa:
- Pilosella cymosa (L.) F.W.Schultz & Sch.Bip. subsp. cymosa (Hieracium cymosum subsp. arctogenum (Norrl.) Zahn, Hieracium cymosum subsp. ensiferum (Norrl.) Zahn, Hieracium cymosum subsp. eusciadium Nägeli & Peter, Hieracium cymosum subsp. granitophilum (Norrl.) Zahn, Hieracium cymosum subsp. holmense (Nägeli & Peter) Dahlst., Hieracium cymosum subsp. lanipedicellum Nägeli & Peter, Hieracium cymosum subsp. laxiflorum Nägeli & Peter, Hieracium cymosum subsp. leptadenium Dahlst., Hieracium cymosum subsp. litoreum Zahn nom. nov., Hieracium cymosum subsp. macrocymigerum Zahn, Hieracium cymosum subsp. macrocymosum Zahn, Hieracium cymosum subsp. meizocephaloides Hayek & Zahn, Hieracium cymosum subsp. meizocephalum Nägeli & Peter, Hieracium cymosum subsp. mollisetum (Nägeli & Peter) Dahlst., Hieracium cymosum subsp. pseudocurvescens Fen. & Zahn, Hieracium cymosum subsp. samoboricum Nägeli & Peter, Hieracium cymosum subsp. scotodes (Norrl.) Zahn, Hieracium cymosum subsp. semilitoreum (Norrl.) Zahn, Hieracium cymosum subsp. signiferum (Norrl.) Zahn, Hieracium cymosum subsp. tabergense Dahlst., Hieracium cymosum subsp. tenacicaule (Norrl.) Zahn, Hieracium cymosum subsp. trichocymosum Zahn, Hieracium cymosum subsp. uplandiae Nägeli & Peter, Hieracium cymosum subsp. viridans Nägeli & Peter, Hieracium cymosum subsp. xanthophylloides Zahn, Hieracium cymosum subsp. xanthophyllum Nägeli & Peter, Hieracium dubium subsp. erraticum (Norrl.) Zahn, Hieracium fallax subsp. mollisetum Nägeli & Peter, Hieracium praealtum subsp. collinum (Gochnat) Čelak., Hieracium subcurvescens subsp. granitophilum Norrl., Pilosella cymosa subsp. signifera Norrl., Pilosella cymosa subsp. syrjaenorum Zahn, Hieracium cymosum var. holmense Nägeli & Peter): Sie kommt in Deutschland, Österreich, in der Schweiz, in Italien, Frankreich (einschließlich Korsika), in den Baltischen Staaten, in Tschechien, Slowakei, Dänemark, Norwegen, Schweden, Finnland, im europäischen Teil Russlands, in der Ukraine (einschließlich der Krim), in Rumänien, Bulgarien, in Serbien, Slowenien, Bosnien und Herzegowina, Kroatien, Montenegro, Albanien, Mazedonien und Griechenland vor.
- Pilosella cymosa subsp. sabina (Sebast.) H.P.Fuchs (Syn.: Hieracium sabinum Sebast., Pilosella sabina (Sebast.) F.W.Schultz & Sch.Bip., Hieracium cymosum subsp. sabinum (Sebast.) Nägeli & Peter, Hieracium cymosum subsp. dingleri Nägeli & Peter, Hieracium cymosum subsp. gnaphalophorum Nägeli & Peter, Hieracium cymosum subsp. heldreichianum Nägeli & Peter, Hieracium cymosum subsp. irregulare Nägeli & Peter, Hieracium cymosum subsp. mikrosabinum Beck): Sie kommt in Aserbaidschan, in der Türkei, in Albanien,  Österreich, in der Schweiz, in Italien, Frankreich, Bulgarien, in der Slowakei, in Ungarn, Rumänien, Bosnien und Herzegowina, Kroatien, Mazedonien, Montenegro, Serbien, Slowenien, Spanien und Griechenland vor.
- Pilosella cymosa subsp. vaillantii (Tausch) S.Bräut. & Greuter (Syn.: Hieracium vaillantii Tausch, Pilosella vaillantii (Tausch) Soják, Hieracium cymosum subsp. vaillantii (Tausch) Nyman, Hieracium conflectens Norrl., Hieracium contractum (Norrl.) Brenner, Hieracium curvescens (Norrl.) Norrl., Hieracium cymigerum Rchb., Hieracium denticuliferum (Norrl.) Norrl., Hieracium euryanthelum (Dahlst.) Dahlst., Hieracium firmicaule (Norrl.) Norrl., Hieracium glomerabile Norrl., Hieracium hirtelliceps Dahlst., Hieracium leptothyrsum (Peter) Üksip, Hieracium polymnoon (Nägeli & Peter) Norrl., Hieracium psilanthum (Nägeli & Peter) Omang, Hieracium pubescens (Fr.) Hellstr. non (K.Koch) Walp., Hieracium subglomeratum Arv.-Touv. & Gaut., Hieracium suchonense Norrl., Hieracium suomense (Norrl.) Norrl., Hieracium trichocymosoides Üksip, Pilosella conflectens (Norrl.) Schljakov, Pilosella contracta (Norrl.) Schljakov, Pilosella curvescens Norrl., Pilosella cymigera (Rchb.) Arv.-Touv., Pilosella denticulifera Norrl., Pilosella euryanthela (Dahlst.) Schljakov, Pilosella firmicaulis Norrl., Pilosella glomerabilis (Norrl.) Schljakov, Pilosella leptothyrsa (Peter) Schljakov, Pilosella polymnoa (Nägeli & Peter) Schljakov, Pilosella pubescens (Fr.) Norrl., Pilosella samarica (Zahn) Schljakov, Pilosella suchonensis (Norrl.) Schljakov, Pilosella suomensis Norrl., Pilosella trichocymosoides (Üksip) Schljakov, Hieracium cymosum subsp. conflectens (Norrl.) Zahn, Hieracium cymosum subsp. contractum Norrl., Hieracium cymosum subsp. curvescens (Norrl.) Zahn, Hieracium cymosum subsp. cymigerum (Rchb.) Peter, Hieracium cymosum subsp. denticuliferum (Norrl.) Nägeli & Peter, Hieracium cymosum subsp. euryanthelum Dahlst., Hieracium cymosum subsp. firmicaule (Norrl.) Nägeli & Peter, Hieracium cymosum subsp. glomerabile (Norrl.) Zahn, Hieracium cymosum subsp. hirtelliceps (Dahlst.) Zahn, Hieracium cymosum subsp. leptothyrsum Peter, Hieracium cymosum subsp. origenes Nägeli & Peter, Hieracium cymosum subsp. polymnoon (Nägeli & Peter) Zahn, Hieracium cymosum subsp. psilanthum (Nägeli & Peter) Zahn, Hieracium cymosum subsp. pubescens Fr., Hieracium cymosum subsp. samaricum (Zahn) Üksip, Hieracium cymosum subsp. samaricum Zahn, Hieracium cymosum subsp. subglomeratum Zahn, Hieracium cymosum subsp. suchonense (Norrl.) Zahn, Hieracium cymosum subsp. suomense (Norrl.) Nägeli & Peter, Hieracium macranthelum subsp. polymnoon Nägeli & Peter, Pilosella cymosa subsp. origenes (Nägeli & Peter) H.P.Fuchs, Hieracium cymosum var. longifolium Rchb., Hieracium cymosum var. pubescens Wimm. & Grab. nom. illeg., Hieracium fallax var. psilanthum Nägeli & Peter, Pilosella pubescens var. contracta Norrl.): Sie kommt in Deutschland, Österreich, in der Schweiz, in Italien, Frankreich, Polen, in den Baltischen Staaten, in Weißrussland, Tschechien, Dänemark, Norwegen, Schweden, Finnland, im europäischen Teil Russlands, in der Ukraine (einschließlich der Krim), in Slowenien und Bulgarien vor.